# Історія українського мистецтва (видання)
«Історія українського мистецтва» — унікальне українське видання, присвячене мистецтву України (букіністична книга).

## Зміст
Фундаментальна праця колективу українських науковців (під головуванням редактора Бажана М. П.) у царині історії українського мистецтва, що було видане Головною редакцією Української Радянської Енциклопедії при сприянні Академії наук УРСР в 1966-1970 роках. Воно досі лишається найповнішим викладом поступу мистецтва України від найдавніших часів до 1967 року.
У 7 книгах (в шести томах) проаналізовано творчість й художні явища в Україні. Видання продемонструвало розмаїття мистецької, культурологічної та філософсько-парадигмальної спадщини. Хронологічно надано ретельний аналіз української архітектури, живопису, графіки, скульптури, народного зодчества, різьблення по дереву, декоративного розпису, кераміки, гутного скла, ткацтва, вишивки й художньої промисловості (фаянсу, порцеляни). До нині це видання лишається повним дослідженням з історії розвитку й утвердження мистецтва українського народу.
Кольорові ілюстрації — цинкографії виготовлені на Київській фабриці кольорового друку (Київська книжкова фабрика «Жовтень»), і кожна з них була приклеєна вручну видавцями. Цинкографи цього видання — Корольов П. Ф., Ройзенальд В. А., Найда А. А., Кобизєв Я. Г..
Друкарі цього видання — Пекер Б. Ф., Рохберг Г. М., Зарецький М. Г., Гвоздарьов А. О., Альошечкін Ю. І.. Чорно-білі кліше виготовлено було на Комбінаті друку видавництва «Радянська Україна».
Енциклопедичний формат видання — 27 х 21,5 х 3,6 см. Використано було для друку високоякісний білосніжний крейдяний папір Ленінградської паперової фабрики «Госзнак».
Наклад цього видання — 8 000 примірників. Загалом — 3100 сторінок, 1944 ілюстрацій (1730 чорно-білих ілюстрацій та 214 кольорових цинкографій).

### Редактори першого видання
Головний редактор — Бажан М. П..
Редактори:
Асєєв Ю. С., Довженок В. Й., Коломієць М. С., Нельговський Ю. П., Калениченко Л. П., Марченко М. І., Юрченко П. Г., Попов П. М., Попова Л. І., Жолтовський П. М., Афанасьєв В. А., Гончаров В. К., Богусевич В. А., Мезенцева Г. Г., Мамолат Є. С., Брайчевський М. Ю., Шовкопляс І. Г., Телегін Д. Я., Славін Л. М., Логвин Г. Н., Свєнціцька В. І., Уманцев Ф. С., В'юник А. О., Лащук Ю. П., Сенів І. В., Цапенко М. П., Гембарович М. Т., Білецький П. О., Мусієнко П. Н., Тищенко О. Р., Будзан А. Ф., Таранушенко С. А., Новицька М. О., Затенацький Я. П., Ігнаткін І. О., Янко Д. Г., Островський В. О., Островський Г. С., Островський Г. О., Горбенко Є. В., Цибенко П. А., Запаско Я. П., Куницька М. Я., Долинський Л. В., Касіян В. І., Говдя П. І., Владич Л. В., Врона І. І., Грицай М. О., Головко Г. В., Бєлічко Ю. В., Шпаков А. П., Лобановський Б. Б., Велігоцька Н. І., Турченко Ю. Я., Бутник-Сіверський Б. С., Лашкул З. В., Кілессо С. К., Ткаченко В. Я., Вериківська І. М., Німенко А. В., Жук А. К., Сакович І. В., Щербак В. А., Фогель З. В.

#### Відзнаки
Деякі редактори за працю над цим виданням стали лауреатами «Державної премії України в галузі науки і техніки» у 1971 році.

### Наступне видання
Під головуванням редактора Скрипник Г. А. п'ятитомне видання охоплювало період розвитку мистецтва на теренах України від Давньокам'яної доби до кінці XX століття, і містило кольорові ілюстрації з додатковими матеріалами.
Том 1, 2008 р. — 710 с.: ISBN 978-966-02-4914-1
- Мистецтво доісторичної епохи
- Мистецтво ранньоісторичної епохи

Том 2, 2010 р. — 1296 с.: ISBN 978-966-02-5821-1
- Мистецтво Таврії та Північного Причорномор'я
- Мистецтво племен та народів степу
- Мистецтво давніх слов'ян і ранньої Русі: язичницька традиція
- Мистецтво Русі-Руської землі Великокняжого періоду
- Мистецтво Русі-України періоду удільних князівств

Том 3, 2011 р. — 1088 с.: ISBN 978-966-02-6134-1
- Мистецтво другої половини XVI — XVIII століття

Том 4, 2006 р. — 760 с.: ISBN 966-02-4104-6
- Мистецтво першої половини XIX століття
- Мистецтво другої половини XIX століття
- Народне мистецтво. Художні промисли.

Том 5, 2007 р. — 1048 с.: ISBN 966-02-4107-0
- Мистецтво 1900-х — першої половини 1930-х років
- Мистецтво другої половини 1930-х — першої половини 1950-х років
- Мистецтво другої половини 1950-х — 1980-х років
- Мистецтво 1990-х років[3].

### Редактори наступного видання
Головний редактор — Скрипник Г. А..
Редактори:
Ганзенко Л., Забашта Р., Трегубова Т., Дзюба І., Драч І., Степовик Д., Рубан В., Кара-Васильєва Т. В., Коренюк Ю., Михайлова Р. Д., Геєць В., Михайлова Р. Д., Акчуріна-Муфтієва Н. М., Александрович В. С., Бушак С. М., Гороховський Є., Білозор В., Брайчевська О., Архипова Є.І..